# Ascidia molguloides
Ascidia molguloides är en sjöpungsart som beskrevs av Monniot 1975. Ascidia molguloides ingår i släktet Ascidia och familjen Ascidiidae. Inga underarter finns listade i Catalogue of Life.